# Glacier Petermann
Pour les articles homonymes, voir Petermann.
Le glacier Petermann est un glacier côtier situé dans le nord-ouest du Groenland à l'est du détroit de Nares. Il est relié à l'inlandsis du Groenland et se jette dans l'océan Arctique.
Le glacier possède la plus grande langue glaciaire de l'hémisphère nord. D'importants vêlages se produisent et, le 5 août 2010, une observation (MODIS) du satellite Aqua montre le détachement du plus gros morceau de glace jamais répertorié depuis 1962, soit un iceberg de 251 km2. Selon Andreas Muenchow de l'université du Delaware, cet iceberg pourrait « alimenter l'ensemble du réseau public d'eau potable américain pendant 120 jours ».
En 2008 déjà, Jason Box (en), un glaciologue du Byrd Polar Research Center à l'université de l'Ohio, prévoyait cet événement. Le 31 juillet 2010, l'ONG Greenpeace avait signalé un risque inquiétant et imminent d'un important vêlage lors d'une expédition scientifique à bord du MV Arctic Sunrise, dont le but était de mesurer les conséquences du changement climatique sur les glaciers de l'Arctique et du Groenland.